# Требуха по-португальски
Требуха по-португальски (порт. Tripas à moda do Porto), или dobrada à moda do Porto, также трипаш (порт. tripas) — блюдо португальской кухни из говяжьего рубца с белой фасолью, морковью и рисом. Считается традиционным блюдом города Порту и широко известно во всей Португалии, где его также называют просто добрада.

## История
Утверждается, что блюдо было создано в 1415 году в Порту, где располагалась верфь Лорделу-ду-Ору. Корабли и лодки, которые тайно строились там, доставляли португальцев в Сеуту, а затем использовались и для морских походов португальцев. Об этом ходило много разных слухов: одни говорили, что лодки предназначались для перевозки инфанты Елены в Англию, где она позже выйдет замуж; другие говорили, что корабль должен был отвезти короля Жуана I в Иерусалим, чтобы посетить Гроб Господень; но были ещё те, кто говорил, что армада предназначена для того, чтобы привести инфантов Педро и Энрике в Неаполь, чтобы жениться. Именно тогда инфант Энрике неожиданно появился в Порту, чтобы проверить, как идут работы на верфи.
Несмотря на то, что он был удовлетворен проделанной работой, он думал, что можно было бы сделать больше, и доверил мастеру Вазу, прорабу строительства, тайну и истинные причины, лежавшие в его основе: завоевание Сеуты. Он попросил всех причастных к большей приверженности и жертвам, и, в свою очередь, мастер Ваз заверил инфанта, что они сделают то же самое, что и тридцать лет назад во время войны с Кастилией. Жители снабдили лодки всем, что есть в городе, отдав все мясо тем, кто отплывал к африканскому берегу, и оставив себе только внутренности животных. Когда наступил голод, горожане приготовили очень скудное блюдо, состоящее только из требухи и чёрного хлеба. Таким образом, жители Порту изобрели рецепт приготовления требухи, и это принесло им прозвище «tripeiros» (поедатели требухи).